# Nettie Nielsen
Nettie Hyldborg Nielsen (* 23. Juli 1964) ist eine ehemalige dänische Badmintonspielerin. 

## Karriere
1988 und 1990 gewann Nettie Nielsen jeweils zweimal Gold bei den Europameisterschaften, wobei sie Teamwertung und Doppelkonkurrenz gewann. 1990 holte sie sich zusätzlich noch Bronze im Mixed.

## Sportliche Erfolge
| Saison    | Veranstaltung                                    | Disziplin   | Platz | Name |
| --------- | ------------------------------------------------ | ----------- | ----- | --- |
| 1975/1976 | Dänemark: Einzelmeisterschaften der Junioren U13 | Damendoppel | 1     | Nettie Nielsen, Tølløse / Karen Pedersen, Haslev |
| 1978/1979 | Dänemark: Einzelmeisterschaften der Junioren U17 | Dameneinzel | 1     | Nettie Nielsen, Sorø |
| 1980      | Nordische Juniorenmeisterschaften                | Damendoppel | 1     | Dorte Kjær / Nettie Nielsen |
| 1980/1981 | Dänemark: Einzelmeisterschaften der Junioren U19 | Dameneinzel | 1     | Nettie Nielsen, Hvidovre |
| 1980/1981 | Dänemark: Einzelmeisterschaft der Amateure       | Damendoppel | 1     | Dorte Kjer, Greve Strand / Nettie Nielsen, Hvidovre BC |
| 1981      | Nordische Juniorenmeisterschaften                | Dameneinzel | 1     | Nettie Nielsen |
| 1981      | Junioren-Europameisterschaft                     | Damendoppel | 1     | Dorte Kjær / Nettie Nielsen |
| 1981      | Junioren-Europameisterschaft                     | Dameneinzel | 2     | Nettie Nielsen |
| 1981/1982 | Dänemark: Einzelmeisterschaften der Junioren U19 | Dameneinzel | 1     | Nettie Nielsen, Hvidovre |
| 1981/1982 | Dänemark: Einzelmeisterschaften der Junioren U19 | Damendoppel | 1     | Dorte Kjær, Greve / Nettie Nielsen, Hvidovre |
| 1982      | Nordische Juniorenmeisterschaften                | Dameneinzel | 1     | Nettie Nielsen |
| 1982      | Auckland International                           | Dameneinzel | 1     | Nettie Nielsen |
| 1982      | Europameisterschaft                              | Damendoppel | 3     | Dorte Kjær / Nettie Nielsen |
| 1982      | Nordische Meisterschaften                        | Dameneinzel | 1     | Nettie Nielsen |
| 1982      | Nordische Meisterschaften                        | Damendoppel | 1     | Dorte Kjær / Nettie Nielsen |
| 1982/1983 | Dänemark: Einzelmeisterschaft der Amateure       | Damendoppel | 1     | Nettie Nielsen, Hvidovre BC / Dorte Kjær, Greve Strand |
| 1982/1983 | Dänemark: Einzelmeisterschaften                  | Damendoppel | 1     | Nettie Nielsen, Hvidovre BC / Dorte Kjær, Greve Strand |
| 1983      | Northumberland International                     | Damendoppel | 1     | Dorte Kjær / Nettie Nielsen |
| 1983      | Scottish Open                                    | Mixed       | 1     | Morten Frost / Nettie Nielsen |
| 1983      | German Open                                      | Dameneinzel | 1     | Nettie Nielsen |
| 1984/1985 | Dänemark: Einzelmeisterschaften                  | Damendoppel | 1     | Nettie Nielsen, Hvidovre BC / Dorte Kjær, Greve Strand |
| 1985      | Nordische Meisterschaften                        | Damendoppel | 1     | Dorte Kjær / Nettie Nielsen |
| 1985      | Scottish Open                                    | Damendoppel | 1     | Dorte Kjær / Nettie Nielsen |
| 1985/1986 | Dänemark: Einzelmeisterschaften                  | Damendoppel | 1     | Nettie Nielsen, Hvidovre BC / Dorte Kjær, Greve Strand |
| 1985/1986 | Dänemark: Einzelmeisterschaft der Amateure       | Damendoppel | 1     | Lotte Olsen, Greve Strand BK / Nettie Nielsen, Hvidovre BC |
| 1986      | Grönland: Juniorenmeisterschaften                | Mixed       | 1     | Kim Holmgaard / Anne Mette Nielsen |
| 1986      | Scottish Open                                    | Damendoppel | 1     | Dorte Kjær / Nettie Nielsen |
| 1986      | Welsh International                              | Mixed       | 1     | Jesper Knudsen / Nettie Nielsen |
| 1986      | Europameisterschaft                              | Damendoppel | 2     | Dorte Kjær / Nettie Nielsen |
| 1986      | Nordische Meisterschaften                        | Damendoppel | 1     | Dorte Kjær / Nettie Nielsen |
| 1986/1987 | Dänemark: Einzelmeisterschaften                  | Damendoppel | 1     | Nettie Nielsen, Hvidovre BC / Dorte Kjær, Greve Strand |
| 1987      | Nordische Meisterschaften                        | Damendoppel | 1     | Dorte Kjær / Nettie Nielsen |
| 1987      | Nordische Meisterschaften                        | Mixed       | 1     | Jesper Knudsen / Nettie Nielsen |
| 1987/1988 | Dänemark: Einzelmeisterschaften                  | Damendoppel | 1     | Dorte Kjær, Greve Strand BK / Nettie Nielsen, Hvidovre BC |
| 1988      | Dutch Open                                       | Mixed       | 1     | Jesper Knudsen / Nettie Nielsen |
| 1988      | Nordische Meisterschaften                        | Damendoppel | 1     | Dorte Kjær / Nettie Nielsen |
| 1988      | Europameisterschaft                              | Mannschaft  | 1     | Dänemark (Kirsten Larsen, Jens Peter Nierhoff, Michael Kjeldsen, Dorte Kjær, Nettie Nielsen, Steen Fladberg, Morten Frost, Christina Bostofte, Jan Paulsen, Henrik Svarrer)                       |
| 1988      | All England                                      | Mixed       | 2     | Jesper Knudsen / Nettie Nielsen |
| 1988      | Nordische Meisterschaften                        | Mixed       | 1     | Jesper Knudsen / Nettie Nielsen |
| 1988      | Europameisterschaft                              | Damendoppel | 1     | Dorte Kjær / Nettie Nielsen |
| 1988      | Denmark Open                                     | Mixed       | 1     | Jesper Knudsen / Nettie Nielsen |
| 1989      | Denmark Open                                     | Mixed       | 1     | Jesper Knudsen / Nettie Nielsen |
| 1989/1990 | Dänemark: Einzelmeisterschaften                  | Damendoppel | 1     | Nettie Nielsen, Hvidovre BC / Dorte Kjær, Greve Strand |
| 1990      | Europameisterschaft                              | Mannschaft  | 1     | Dänemark (Jon Holst-Christensen, Grete Mogensen, Morten Frost, Dorte Kjær, Nettie Nielsen, Pernille Nedergaard, Lotte Olsen, Henrik Svarrer, Jan Paulsen, Poul-Erik Høyer Larsen, Kirsten Larsen) |
| 1990      | Europameisterschaft                              | Damendoppel | 1     | Dorte Kjær / Nettie Nielsen |
| 1990      | Dutch Open                                       | Damendoppel | 1     | Lisbet Stuer-Lauridsen / Nettie Nielsen |
| 1990      | Europameisterschaft                              | Mixed       | 3     | Jesper Knudsen / Nettie Nielsen |
| 1991      | Finnish International                            | Damendoppel | 1     | Nettie Nielsen / Gillian Clark |
| 1991      | Denmark Open                                     | Damendoppel | 1     | Nettie Nielsen / Gillian Gowers |
| 1991      | Swedish Open                                     | Damendoppel | 1     | Gillian Clark / Nettie Nielsen |